# Sacro Cuore di Gesù della Scuola Pontificia Pio IX
Sacro Cuore di Gesù della Scuola Pontificia Pio IX era uma capela localizada no interior do edifício da Scuola Pontificia Pio IX no número 21 da Piazza Adriana, no rione Borgo de Roma, com vista para a Via di Porta Castello. Há dúvidas se ele chegou um dia ser consagrada.

## História
A Scuola Pontificia Pio IX foi fundada por ordens do papa Pio IX em 1859 e tinha por objetivo educar jovens pobres da região do Borgo. Sua primeira sede era na Piazza Pia, mas ela foi demolida em 1929 durante as obras de abertura da Via della Conciliazione e se mudou, no ano seguinte, para o edifício atual na Via de Cavalieri del Santo Sepolcro e o Palazzo Serristori. Em paralelo, um novo edifício foi construído na Piazza Adriana, logo ao norte do Passetto di Borgo, ocupando todo um quarteirão triangular. A obra terminou em 1931, incluindo a nova capela, mas o complexo nunca foi utilizado.
A Università LUMSA ("Libera Università Maria Santissima Assunta") foi fundada em 1939 e atualmente o complexo é utilizado como dormitório (Residenza Adriana). A entrada principal na praça abriga também um posto dos carabinieri. A sede principal da universidade fica na Piazza delle Veschette, também no Borgo.

## Descrição
Uma inscrição na entrada na Piazza Adriana ainda abriga uma inscrição que remete à sua função original: "Sinita parvulos venire ad me" ("Venham a mim as criancinhas"), uma frase dita por Jesus segundo os Evangelhos. Sobre ela está um recesso retangular com o brasão do papa Pio XI. O complexo é formado por duas alas posicionadas em ângulo com a entrada pela ala leste. A capela ficava no segundo andar da ala oeste, de frente para a Via di Porta Castello.